# Wonderland (Band)
Wonderland war eine deutsche Band, die 1968 durch die Hitsingle Moscow bekannt wurde.

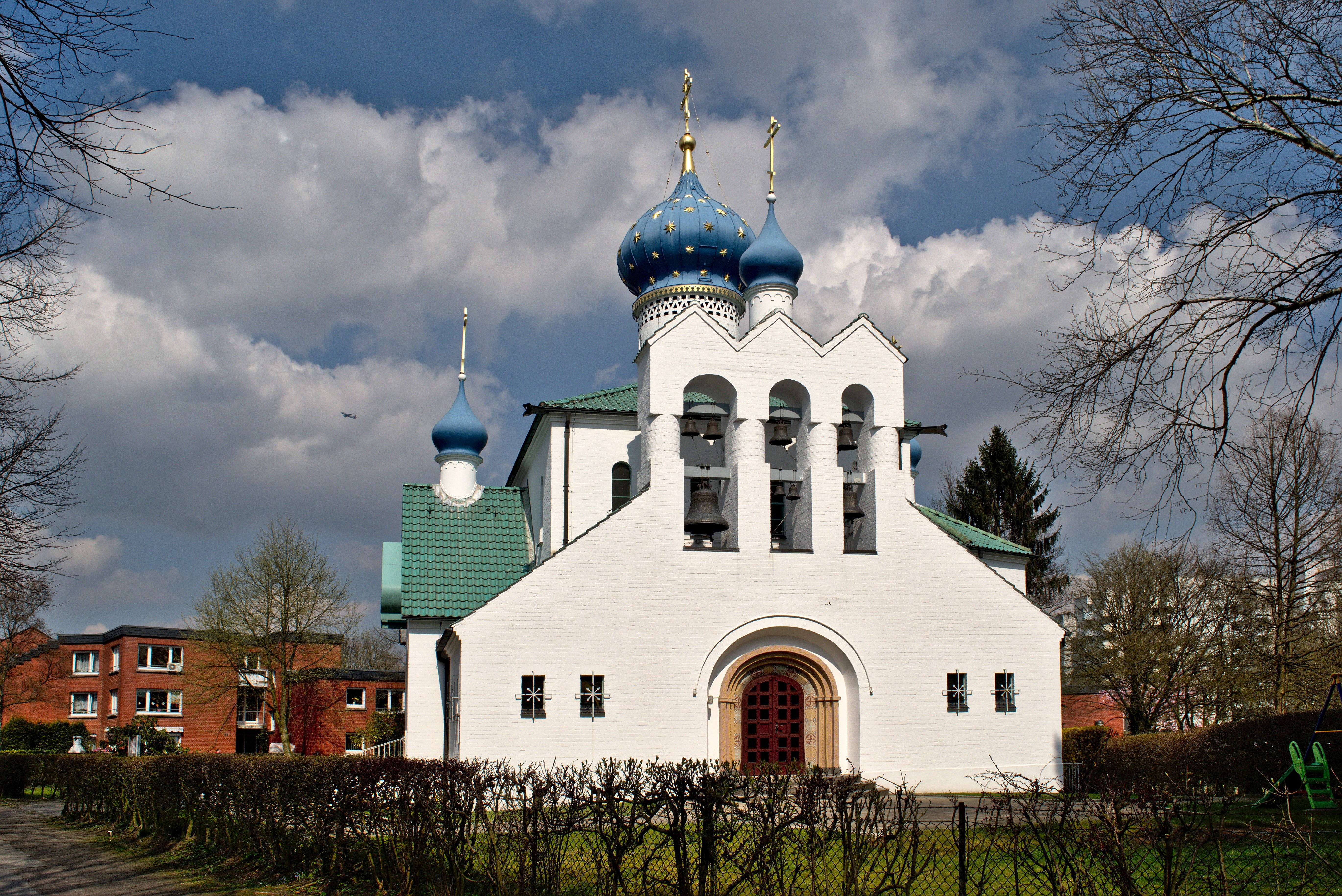
Moscow in Hamburg: russisch-orthodoxe Kirche St. Prokop, 2016

## Geschichte
Die Band wurde 1968 in Hamburg von Achim Reichel gegründet, nachdem er seinen Wehrdienst geleistet und dafür 1966 seine erste Band The Rattles verlassen hatte.
Bereits die Debüt-Single Poochy/Moscow war erfolgreich, allerdings dank der B-Seite: Moscow stieg am 1. August 1968 in Deutschland auf Platz 20 ein und kletterte bis Platz 15. Die einige Jahre zuvor in Hamburg-Stellingen erbaute russisch-orthodoxe Kirche St. Prokop nutzte die Band für die Aufnahme von Fotos mit den malerischen Zwiebeltürmen im Hintergrund. Auch das zugehörige Musikvideo wurde auf dem Gehweg der Hagenbeckstraße an der Südwestseite der Kirche gedreht. 
Dem Lied wird nachgesagt, in der DDR-Bevölkerung beliebt gewesen zu sein, aber nicht bei Regierungsstellen. Der englische Text über eine Liebschaft, die ihn plötzlich verlässt, nach Moskau geht, dort gesucht und zurückgeholt werden soll, könne als die verlorene Freiheit Osteuropas aufgefasst werden, die irgendwo in Sowjet-Moskau zu suchen sei. Bei NVA-Panzersoldaten seien deutschsprachige Soldatensprache-Versionen im Umlauf gewesen, die wenig sozialistisch-brüderlich ihre Sowjet-Panzer nach Moskau zurückkehren lassen wollten, um damit an jede Tür zu „klopfen“.
Im Herbst 1968 war Wonderland die Vorgruppe bei der zweiten Deutschlandtournee der Bee Gees, die im Frühjahr noch mit Procol Harum unterwegs waren. 1969 landete Wonderland bei der Wahl der besten deutschen Bands durch Fachjournalisten auf Platz 3. Mit am Erfolg beteiligt war ihr Produzent James Last.
1971 verlor Reichel das Interesse an der Gruppe und widmete sich anderen Projekten. Les Humphries verließ die Band bereits 1969, um seine Erfolgsgruppe The Les Humphries Singers zu gründen. Für ihn stieg der Hamburger Keyboarder Claus-Robert Kruse in die Band ein, später zusätzlich der Hamburger Gitarrist Kalle Trapp. Dicky Tarrach entwickelte sich zu einem gefragten Studiomusiker und machte in den 1980er Jahren sowohl als Solist (Tarracco) als auch als Mitglied von Moti Special (Cold Days – Hot Nights) von sich reden.

## Mitglieder
- Achim Reichel
- Dicky Tarrach
- Les Humphries
- Frank Dostal
- Helmuth Franke (* 17. Januar 1943)
- Claus-Robert Kruse
- Karl-Heinz Trapp (* 1946)
- Später: Dieter Barth (* 22. Juni 1954)